# Eraclea
Eraclea település Olaszországban, Veneto régióban, Velence megyében. Lakosainak száma 11 970 fő (2023. január 1.). Eraclea Jesolo, Santo Stino di Livenza, Caorle, San Donà di Piave és Torre di Mosto községekkel határos.

## Népesség
A település népességének változása:
| Lakosok száma | 12 322 | 12 276 | 11 970 |
|               | 2017   | 2018   | 2023   |